# The Taming of the Shrew (1908)
The Taming of the Shrew é um curta-metragem de comédia muda estadunidense de 1908, dirigido por D. W. Griffith. Foi baseado na peça homônima de William Shakespeare.

## Elenco
- Florence Lawrence ... Katharina
- Arthur V. Johnson ... Petruchio
- Linda Arvidson ... Bianca
- Harry Solter ... Pai de Katharina
- Charles Avery ... Professor de música
- William J. Butler
- Gene Gauntier
- George Gebhardt
- Guy Hedlund
- Charles Inslee
- Wilfred Lucas
- Jeanie Macpherson
- Charles Moler
- Mack Sennett